# Põlluküla (Suur-Randvere)
Koordinaten: 58° 18′ N, 22° 25′ O
Põlluküla war bis 2017 ein eigenständiges Dorf (estnisch küla) in der Landgemeinde Lääne-Saare im Kreis Saare auf der größten estnischen Insel Saaremaa, dann wurde es bei der Bildung der neuen Landgemeinde Saaremaa ein Teil des Dorfes Randvere, das dann in Suur-Randvere umbenannt wurde. Põlluküla ist nicht zu verwechseln mit Põlluküla, das ebenfalls auf der Insel Saaremaa liegt.
Das Dorf hat 59 Einwohner (Stand 1. Januar 2016). Seine Fläche beträgt 2,26 km².